# K-1 WORLD MAX 2008 World Championship Tournament FINAL8
K-1 WORLD MAX 2008 World Championship Tournament FINAL8は、K-1 WORLD MAXの大会の一つ。2008年7月7日、日本武道館で開催された。

## 大会概要
トーナメント準々決勝が行われ、魔裟斗、佐藤嘉洋、アンディ・サワー、アルトゥール・キシェンコがベスト4進出。
K-1ライト級が初めて開催された。

## 試合結果
オープニングファイト第1試合（K-1 YOUTHルール・3分3R）
○  デニス・テリシャ vs.  卜部弘嵩 ×
2R 1:16 KO（右フック）
オープニングファイト第2試合（K-1 YOUTHルール・3分3R）
○  才賀紀左衛門 vs.  タイロン・ヴァン・ウィック ×
2R 1:39 KO（左ハイキック）
オープニングファイト第3試合（K-1ルール・3分3R）
○  アルビアール・リマ vs.  マーク・ヴォーゲル ×
2R終了時 TKO（ドクターストップ：左まぶたカット）
第1試合（K-1ルール・3分3R）
○  大渡博之 vs.  MASAKI ×
1R 1:53 TKO（ドクターストップ：右目尻カット）
第2試合 World Championship Tournament 敗者復活戦（K-1ルール・3分3R延長1R）
○  アルバート・クラウス vs.  マイク・ザンビディス ×
3R終了時 TKO（ドクターストップ：左目カット）
※クラウスが敗者復活
第3試合 World Championship Tournament 準々決勝（K-1ルール・3分3R延長1R）
○  アルトゥール・キシェンコ vs.  城戸康裕 ×
3R終了 判定3-0（29-28、30-28、30-28）
※キシェンコがグランプリ準決勝進出
第4試合 World Championship Tournament 準々決勝（K-1ルール・3分3R延長1R）
○  アンディ・サワー vs.  ウォーレン・スティーブルマンズ ×
3R終了 判定3-0（30-29、29-28、30-28）
※サワーがグランプリ準決勝進出
第5試合 K-1ライト級（K-1ルール・3分3R延長1R）
○  上松大輔 vs.  エディ・ユアザパビュチス ×
1R 2:52 KO（右ストレート）
第6試合 K-1ライト級（K-1ルール・3分3R延長1R）
○  コンスタンティン・トリシン vs.  大宮司進 ×
3R終了 判定2-0（30-29、30-29、30-30）
第7試合 K-1ライト級（K-1ルール・3分3R延長1R）
○  大月晴明 vs.  デビット・ドゥージャ ×
3R 2:59 KO（左フック）
第8試合 スーパーファイト（K-1ルール・3分3R延長1R）
○  アンドレ・ジダ vs.  レミギウス・モリカビュチス ×
1R 1:43 KO（右アッパー）
第9試合 World Championship Tournament 準々決勝（K-1ルール・3分3R延長1R）
○  佐藤嘉洋 vs.  ブアカーオ・ポー.プラムック ×
3R 1:50 KO（右ストレート）
※佐藤がグランプリ準決勝進出
第10試合 World Championship Tournament 準々決勝（K-1ルール・3分3R延長1R）
○  魔裟斗 vs.  ドラゴ ×
3R終了 判定3-0（30-28、30-27、30-27）
※魔裟斗がグランプリ準決勝進出